# Kevin Aymoz
Kevin Aymoz, né le 1er août 1997 à Échirolles en Isère, est un patineur artistique français. Il est sextuple champion de France (2017, 2019, 2020, 2021, 2022 et 2025). Il est également médaillé de bronze à la Finale des Grand Prix ISU en 2019, multiple médaillés en Grand Prix ISU (Argent et Bronze) lors des saisons 2019-20 et 2022-23. Il est par ailleurs vainqueur des Challengers Series ISU lors de la saison 2022-23. Il a terminé 4ème des Championnats du Monde ISU 2023 et s'est classé à trois reprises dans le Top 10 Européen dont deux 4ème place au Championnat d'Europe ISU 2019 et 2023.

## Carrière

### Saison 2014-15: Débuts internationaux
Kevin Aymoz a débuté la saison de patinage 2014–2015 en junior obtenant l'or au Lombardia Trophée 2014 et le bronze à la Coupe Internationale de Nice 2014. Il couple sa saison avec le niveau sénior terminant 8e au NRW Trophée 2014 fin novembre. Pour sa seconde participation au Championnat de France Senior Elite, il se classe 5e avant d'obtenir sa première couronne nationale chez les Juniors. Il termine une saison riche avec l'argent à la Coupe du Printemps en Mars 2014. 

### Saison 2015-16: Début circuit Grand Prix Junior ISU
Au début de la saison, Aymoz est entraîné par Véronique Cartau, Bernard Glesser et Jean-François Ballester à Grenoble. Ses débuts au Grand Prix junior ISU ont lieu fin août 2015; il s'est classé quatrième à sa seule affectation, à Riga, en Lettonie. Après avoir remporté la médaille de bronze senior au Lombardia Trophy en septembre, il fait ses débuts sur le circuit ISU des Challenger Series Senior (CS), se classant septième au CS Tallinn Trophy 2015 en novembre et douzième au CS Golden Spin 2015 de Zagreb en décembre. En février 2016, Aymoz remporte son deuxième titre national junior français, se qualifiant ainsi pour représenter la France au Championnats du monde Juniors ISU 2016 à Debrecen, en Hongrie. Il termine neuvième au classement général après s'être classé 5e sur le programme court. Le dernier top 10 Junior Français remontant à 2008 avec Florent Amodio. Il ouvre deux quotas pour la France la saison suivante.  

### Saison 2016-17: Premier titre national Senior
En première partie de saison, Aymoz est entraîné par Didier Lucine, Sophie Golaz et Véronique Cartau à Annecy. Il se classe 4e et 6e à ses deux assignations de Grand Prix ISU Junior, remporte en senior la Golden Bear et surprend tout le monde en remportant en décembre 2016 son premier titre de Champion de France Senior. Le 16 janvier 2017, la FFSG par un communiqué de presse annonce qu'Aymoz retourne s'entrainer à Grenoble sous la houlette de Katia Krier envoyée sur place par la Fédération. Son très bon début de saison lui permet de découvrir pour la première fois les Championnats d'Europe ISU 2017 à Ostrava, en République tchèque. Il s'y classe 15e. Le mois suivant il améliore son classement au Championnat du Monde ISU Junior 2017 et se classe 7e. C'est la fin de son parcours sur le circuit Junior.  

### Saison 2017-18: Première expatriation aux USA et début Grand Prix Senior ISU
La fédération propose à Aymoz de partir découvrir l'entraînement au sein du centre d'entraînement de Silvia Fontana et Jonh Zimmerman, tous les deux olympien en 2022 et 2026 pour Fontana. Il se part d'or à la Coupe Denkova-Stavisk et finit 10e pour sa première participation en GP aux Internationaux de France 2017. Il se place malheureusement second derrière Chafik Besseghier au Championnat de France en décembre et ne sera pas retenu par la Fédération pour la seconde partie de saison.   

### Saison 2018-19: Second titre national et Top 5 Européen
Lors de son premier Challenger CS Autonome Classique, 2018, Aymoz se place 8e sur le court, 3e sur le long et 5e au total de la compétition. La Fédération Française lui attribue pour la première fois deux Grand Prix : Il se classe respectivement 7e et 5e au GP du Canada et GP de France. 
Fin Décembre, Kevin remporte une seconde couronne nationale lors du Championnat de France 2018. Il entre dans le Top 5 Européen se plaçant 4e lors du programme court, long et au total de la compétition à 0.74 de la médaille de Bronze obtenue par l'Italien Matteo Rizzo. Cet excellent résultat lui permet de qualifier pour ses premiers Championnat du Monde ISU 2019 à Saitama, Japon se plaçant 11e avec un nouveau record personnel sur le programme court et au total de la compétition.

### Saison 2019-20: Bronze en finale du Grand Prix ISU
Aymoz débute de nouveau sa saison au Challenger Serie du Canada au CS Autumn Classic International 2019, où il a remporté la médaille d'argent avec deux deuxièmes places dans les deux segments (court et libre). Aymoz patine pour la première fois deux quads sur le programme libre. Sur son premier Grand Prix, Aymoz participe aux Internationaux de France 2019 remportant sa première médaille en Grand Prix : le bronze après avoir terminé 2e sur le programme libre derrière Nathan Chen. Aymoz réitère au GP du Japon : le trophée NHK avec une médaille d'argent se qualifiant ainsi pour la finale du Grand Prix. Il a terminé deuxième du programme court derrière le double champion olympique Yuzuru Hanyu, ne faisant qu'une petite erreur sur son quadruple boucle piquée, et troisième du patinage libre derrière Hanyu et Roman Sadovsky. 
Lors de la Finale du Grand Prix ISU 2019, à Turin, Aymoz s'est classé troisième du programme court, patinant proprement malgré un incident musical qui a initialement joué la musique du concurrent Dmitri Aliev. Troisième du programme libre également avec une seule erreur (chute sur son second quadruple boucle piquée), il remporte la médaille de bronze, le premier Français à remporter une médaille en finale depuis Brian Joubert en 2006. À cette occasion il obtient son meilleur score international sur le programme court 96.71, sur le programme libre 178.92 ainsi qu'au combiné total : 286.45 soit le record de France.  
Après avoir de nouveau remporté le titre national français, Aymoz s'envole vers les Championnats d'Europe ISU 2020 en tant que l'un des favoris pour remporter le titre. Cependant, dans ce que les commentateurs ont surnommé « une journée à oublier » pour le patineur, ses trois passes de saut ont échoué dans le programme court.Il s'est classé vingt-sixième du programme court, ne parvenant pas à se qualifier pour le patinage libre, un « choc » pour une grande partie du public. Cela s'est avéré être la dernière compétition d'Aymoz pour la saison, car les Championnats du monde à Montréal ont été annulés en raison de la pandémie de coronavirus.

### Saison 2020-21: Top 10 Mondial
La pandémie continuant d'affecter les voyages internationaux, l'ISU a choisi d'attribuer le Grand Prix en fonction principalement de la situation géographique, Aymoz se voit donc attribué le GP de France : les Internationaux de France 2020. Cependant, cet événement a été annulé par la suite. En février, Aymoz remporte son quatrième titre national au Championnat de France Elites 2021 à Vaujany. 
Le 1er mars, il est évidemment sélectionné pour les Championnats du monde 2021. À Stockholm, Aymoz se classe neuvième du programme court. Neuvième sur le programme libre également; il intègre donc pour la première fois de sa carrière le Top 10 Mondial avec une neuvième place au classement général. Kevin permet d'ouvrir un second quota masculin pour la France aux Jeux olympiques d'hiver de 2022 ainsi qu'au Championnat du Monde 2023 qui auront lieu en France. Il rouvre donc l'accès à 2 places françaises chez les hommes depuis 2015 et la 9e place d'Amodio. 
Le 8 avril, il est nommé capitaine de l'équipe de France pour son 3e World Team Trophy ISU 2021. Aymoz s'y classe quatrième dans le programme court et le programme libre, tandis que l'équipe de France a terminé à la cinquième place.

### Saison 2021-22: Année olympique et 5ème titre national
Aymoz a recruté le chorégraphe hip hop Mehdi Kerkouche pour travailler sur ses programmes pour la nouvelle saison, voyant quelqu'un de l'extérieur du monde du patinage apporter une perspective « inattendue ». En raison d'un cas de pubalgie athlétique, il n'a pas pu pratiquer sur glace pendant deux mois, reprenant l'entraînement trois semaines avant le Master de Patinage, où il a tenté moins que sa difficulté technique normale et a remporté la médaille de bronze. Il a ensuite tenté de participer au Skate America 2021 mais s'est retiré après avoir chuté sur les trois passes de saut du programme court, invoquant sa blessure. Il a terminé neuvième aux Internationaux de France 2021, patinant avec un contenu technique réduit.
Après avoir remporté le titre national français, Aymoz a été nommé dans l'équipe olympique française. En compétition aux Championnats d'Europe 2022, il a terminé dixième du programme court mais s'est hissé à la quatrième place du programme libre, terminant septième au général.
En compétition aux Jeux olympiques d'hiver de 2022, Aymoz s'est classé dixième dans le programme court de l'épreuve masculine, malgré le triplement d'un saut en quad Salchow prévu. Les erreurs de saut dans le patinage libre l'ont vu se classer quinzième dans ce segment, mais il a terminé douzième au classement général. Il a terminé onzième aux Championnats du monde 2022 pour conclure la saison.

### Saison 2022-23: Top 5 Européen et Top 5 Mondial
Après une saison olympique difficile, Aymoz s'est demandé s'il avait le désir de continuer pendant encore quatre ans jusqu'aux Jeux olympiques d'hiver de 2026. Il a dit qu'il « avait pris une pause d'été - lire des livres et regarder des émissions de télévision. Et puis je me suis dit : d'accord, je suis prêt à repartir ». Pour son programme libre de la saison, il s'est inspiré du roman de Madeline Miller Le Chant d'Achille, sur la relation entre Achille et Patrocle. Utilisant principalement la musique de Gladiator, a-t-il expliqué, « mon histoire ne concerne pas les gladiateurs, mais la musique touche mon cœur, et c'est l'histoire de deux personnes qui se battent pour l'amour ».
Aymoz a commencé la nouvelle saison en septembre lors de la CS U.S. Classic 2022. Après avoir remporté le programme court, devançant l'étoile montante américaine Ilia Malinin, il a terminé deuxième du programme libre et du général. Il s'est ensuite rendu en France pour participer au Master de Patinage mais s'est blessé à la cheville et a dû se retirer du Grand Prix de France 2022. Après six semaines de récupération, il est revenu pour remporter sa première médaille d'or Challenger à la CS Warsaw Cup 2022, battant le médaillé d'argent européen Daniel Grassl. La semaine suivante au Grand Prix d'Espoo 2022, il a de nouveau remporté le programme court contre Malinin, bien qu'il n'ait pas encore tenté de sauts en quad après une blessure. Il a terminé troisième du patinage libre et a remporté la médaille de bronze au classement général, résultat dont il s'est dit « vraiment fier ».
Aux championnats de France, Aymoz a terminé deuxième derrière Adam Siao Him Fa. Il a ensuite participé aux Championnats d'Europe 2023, terminant quatrième du programme court après avoir réussi sa triple tentative d'Axel. Il a également terminé quatrième en patinage libre et a terminé quatrième au classement général, à 7,09 points du médaillé de bronze suisse Lukas Britschgi.
Aymoz a terminé cinquième du programme court aux Championnats du monde 2023 à Saitama, affirmant qu'il était entré dans la compétition sans « objectifs particuliers » quant à son placement, ajoutant « Je veux juste être ici et m'amuser ». Il a ensuite terminé quatrième du patinage libre, établissant un nouveau record personnel dans le segment et terminant quatrième au général. Il était à moins de sixième points du médaillé de bronze américain Ilia Malinin. Il s'agit du meilleur résultat mondial pour un Français en onze ans, depuis la 4e place de Brian Joubert en 2012. Par la suite, Aymoz a été nommé pour la deuxième fois en brut capitaine de l'équipe de France lors du Trophée mondial par équipes 2023. Il a établi un nouveau record personnel de 100,58 dans le programme court, terminant troisième du segment et franchissant le seuil des 100 points pour la première fois de sa carrière, ce qu'il a célébré. Il a terminé quatrième du patinage libre en ajoutant deux quads pour la première fois de la saison, tandis que l'équipe de France a terminé cinquième au classement général de l'événement.
En juin 2021, il fait son coming out dans un documentaire intitulé « Faut qu’on parle » et diffusé sur MyCanal.

## Palmarès
| Compétition                                                                                         | 2013    | 2014    | 2015    | 2016    | 2017    | 2018    | 2019    | 2020    | 2021    | 2022    | 2023    | 2024    | 2025    |  |
| Jeux olympiques d'hiver                                                                             |         |         |         |         |         |         |         |         |         | 12e     |         |         |         |  |
| Championnats du monde                                                                               |         |         |         |         |         |         | 11e     | CA      | 9e      | 11e     | 4e      |         | 5e      |  |
| Championnats d’Europe                                                                               |         |         |         |         | 15e     |         | 4e      | 26e     | CA      | 7e      | 4e      | 31e     | 22e     |  |
| Championnats de France                                                                              | 6e      | 5e      | 5e      | F       | 1er     | 2e      | 1er     | 1er     | 1er     | 1er     | 2e      | 7e      | 1er     |  |
| Championnats du monde juniors                                                                       |         |         |         | 9e      | 7e      |         |         |         | CA      |         |         |         |         |  |
| |         |         |         |         |         |         |         |         |         |         |         |         |         |  |
| Grand Prix ISU                                                                                      | 2012/13 | 2013/14 | 2014/15 | 2015/16 | 2016/17 | 2017/18 | 2018/19 | 2019/20 | 2020/21 | 2021/22 | 2022/23 | 2023/24 | 2024/25 |  |
| Finale du Grand Prix                                                                                |         |         |         |         |         |         |         | 3e      | CA      | CA      |         | 6e      | 6e      |  |
| Skate America                                                                                       |         |         |         |         |         |         |         |         |         | A       |         | 2e      | 2e      |  |
| Skate Canada                                                                                        |         |         |         |         |         |         | 7e      |         | CA      |         |         |         |         |  |
| Coupe de Chine                                                                                      |         |         |         |         |         |         |         |         |         |         |         |         |         |  |
| Trophée de France                                                                                   |         |         |         |         |         | 10e     | 5e      | 3e      | CA      | 9e      | F       |         |         |  |
| Coupe de Russie                                                                                     |         |         |         |         |         |         |         |         |         |         | 3e      | 3e      | 2e      |  |
| Trophée NHK                                                                                         |         |         |         |         |         |         |         | 2e      |         |         |         |         |         |  |
| Légende : F = Forfait ; A = Abandon ; CA = Compétitions annulées à cause de la pandémie de Covid-19 |         |         |         |         |         |         |         |         |         |         |         |         |         |  |